# 弗基赫拜尼塞拉赫省
32°30′18″N 6°41′10″W / 32.505°N 6.686°W
弗基赫拜尼塞拉赫省（阿拉伯语：‎）是摩洛哥的省份，位於該國北部，由貝尼邁拉勒-海尼夫拉大區負責管轄，首府設於弗基赫拜尼塞拉赫，面積3,250平方公里，2004年人口457,513，人口密度每平方公里141人。